# Каракитайское ханство
Каракита́йское (Кара-кида́ньское) ха́нство — средневековое феодальное государство, существовавшее в Средней и Центральной Азии в 1124—1218 годах. Было основано киданьским принцем Елюй Даши в 1124 году после падения империи Ляо. Мусульмане называли страну Каракитайским (Кара-киданьским) ханством, китайцы — За́падным Ля́о (кит. трад. 西遼, упр. 西辽, пиньинь Xī Liáo, палл. Си Ляо); правитель носил сразу два титула — император и гурхан. Столицей ханства был город Хусыфдо (Баласагун) на реке Чу. Империя занимала территорию от Амударьи и Балхаша до Куньлуня и нагорий Бэйшаня. В 1211 году ханство было покорено найманами во главе с Кучлуком. В 1218 году оно было завоёвано Чингисханом и вошло в состав Монгольской империи.

## Политическая история

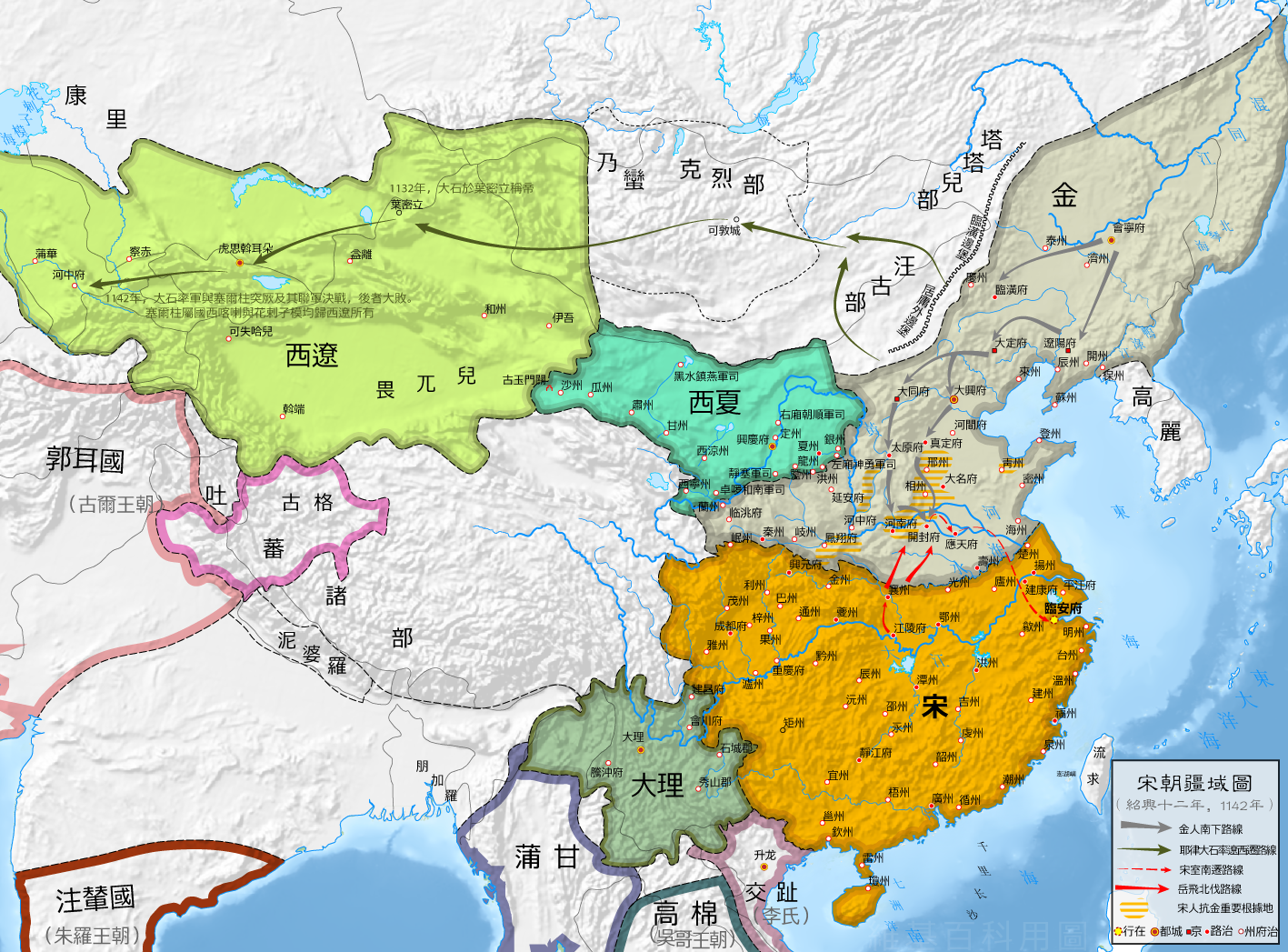
Центральная и восточная Азия в 1142 году: Каракитайское ханство (лаймовый зелёный цвет), государство Цзинь (серый), Си Ся (бирюзовый), империя Сун (оранжевый) и Дали (тёмно-зелёный).

После разгрома империи Ляо чжурчженями в союзе с китайской династией Южной Сун киданьский наследник Елюй Даши, не дожидаясь окончательного разгрома, вместе с группой сторонников ушёл на запад, откуда в будущем планировал нанести удар по чжурчжэням и возродить империю Ляо, и основал там новое государство Северную Ляо. Его поддержали 18 племён. В 1124 году Елюй Даши принял титул гурхана и стал правителем новой державы. В 1130—1134 годах кидани предпринимали попытки овладеть территориями енисейских кыргызов в Восточном Туркестане и Западной Монголии, закончившиеся для них неудачей. В 1134 году Елюй Даши отвоевал у государства Караханидов Баласагун, сделав его своей столицей. Его силы вскоре пополнились киданями, ранее проживавшими на территории Караханидской державы.
В 1137 году кидани наносят поражение Западному Караханидскому ханству. В битве при Катване в 1141 году Елюй Даши в союзе с карлуками наносит сокрушительное поражение войскам сельджуков султана Санджара и караханидов. Вскоре Елюй Даши подчинил Мавераннахр и Хорезм. В 1141 году Елюй Даши принял титул императора. Но при этом его империя была самозванной, так как, по восточноазиатской традиции, она не была признана равными — то есть другими императорами. Елюй Даши умер в 1143 году.
После смерти Елюя Даши власть перешла к его вдове как регентше при малолетнем сыне Илии. Илия вступил на престол в 1151 году и правил 10 лет.
После его смерти в 1161 году на престол вступила его младшая сестра Елюй Пусувань, правившая до 1177 года. Убив мужа по просьбе любовника, она (как и её любовник) вскоре стала жертвой воинов, возмущённых отцом убитого. На престол вступил сын Илии — Чжулху. Империя была ослаблена постоянными восстаниями и междоусобными войнами, что сделало возможным быстрое завоевание империи найманами во главе с ханом Кучлуком, свергнувшим Чжулху в 1211 году. Поэтому М. В. Воробьев полагал, что Си Ляо прекратила своё существование в 1212 году.
В 1218 году монголы вторглись в Каракитайскую империю и разгромили Кучлука, который вскоре погиб. На этом завершилось существование ханства как самостоятельного государства.

## Управление
Ханство управлялось из столицы (Баласагун). Под непосредственным управлением гурхана находились земли южной части Семиречья, Кульджинский край, северо-восточная часть Сырдарьинской области. Остальные территории, составлявшие большую часть ханства, находились под управлением автономных вассальных княжеств и народов (карлуки, Хорезм, Гаочан, и др.) Многие элементы управления были заимствованы из бывшей империи Ляо. Большая часть названий чинов администрации была заимствована у Китая. Несмотря на это, имелись и мусульманские титулы, такие, как «везир». В ханстве господствовала китайская система подворного налогового обложения населения. Гурхан выпускал собственную монету киданьского образца, но почти не вмешивался в управление и экономику своих земель, ограничиваясь сбором налогов и дани. В знак покорности гурхану местные правители обязаны были носить на груди серебряную дощечку. Гурхан не раздавал уделов своим родственникам и сподвижникам, опасаясь роста их власти и могущества, и не отдавал под командование отряды более чем в 100 воинов (за исключением крупных военных кампаний). В ханстве господствовали феодальные отношения с пережитком родового строя. В войске поддерживалась строгая дисциплина. Воинам впервые стали выплачивать жалование. Военное дело каракиданей находилось под сильным влиянием Китая.
Притеснение сборщиками податей населения, презрение киданей к местным правителям и оскорбление религиозных чувств мусульман создавали определённые проблемы, которые впоследствии вылились в масштабные войны и восстания мусульманского населения.

## Обычаи, религия и культура

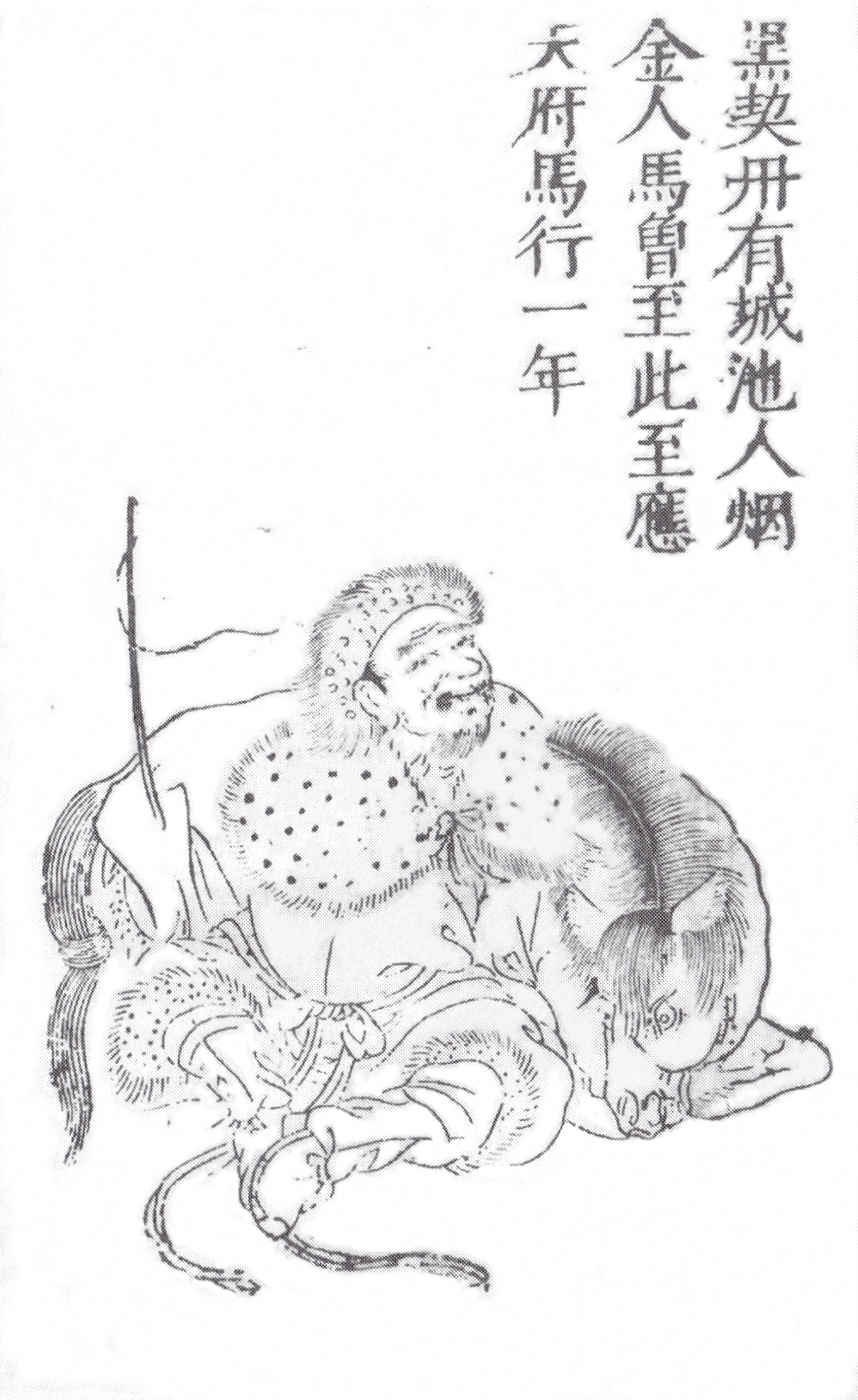
Китайское изображение каракитая

Многие каракидани сохраняли старые кочевые обычаи, о чём свидетельствовала традиционная одежда и религиозные верования. В ханстве получили распространение буддизм, христианство несторианского толка, ислам, а также традиционные киданьские верования, заключавшиеся в принесении жертв небу, земле и предкам. Христианство было достаточно широко распространено. Большая часть населения были покорённые мусульмане. Процент кочевого населения повысился со времени вторжения кочевников-найманов. Каракитаи были скотоводами и пасли скот в речных долинах Таласа и Чу. Другими их занятиями были охота и рыбная ловля. В их среде наблюдались пережитки родового строя. Большую власть и широкие права имели женщины. Постепенно каракитаи смешались с местными тюркскими племенами. Каракитаи сохраняли язык монгольской группы. Их литературные произведения, записанные советником Чингисхана Елюем Чуцаем, отличаются большими художественными достоинствами. Несмотря на это, памятники культуры каракитаев до сих пор почти не изучены.

## Гурханы
| Храмовое имя (廟號 miàohào) | Посмертное имя (諡號 shìhào)                                                       | Имя при рождении                                          | Использование                   | Годы правления      | Девизы правления (年號 niánhào) и их продолжительность                  |
| --- | ---------------------------------------------------------------------------------- | --------------------------------------------------------- | ------------------------------- | ------------------- | ----------------------------------------------------------------------- |
| 1. Дэцзун (德宗 Dézōng) | Тянью Уле-ди (天祐武烈帝 Tiānyòu Wǔliè Dì)                                         | Елюй Даши (耶律大石 Yēlǜ Dàshí или 耶律達實 Yēlǜ Dáshí) 1 | использовалось имя при рождении | 1124—1143/1144      | Яньцин (延慶 Yánqìng) 1124 или 1125—1134 Канго (康國 Kāngguó) 1134—1144 |
| 2. не использовалось | императрица Гантянь (感天皇后 Gǎntiān Huánghòu) (регент)                           | Сяо Табуян (蕭塔不煙 Xiāo Tǎbùyān)                        | «Си Ляо» + посмертное имя       | 1143\1144—1150\1151 | Сяньцин (咸清 Xiánqīng) 1144—1150                                       |
| 3. Жэньцзун (仁宗 Rénzōng) | не использовалось                                                                  | Елюй Илия (Илей) (耶律夷列 Yēlǜ Yíliè)                    | «Си Ляо» + храмовое имя         | 1150\1151—1161\1164 | Шаосин (紹興 Shàoxīng) или Сюйсин (Xùxīng 續興)2 1150—1164              |
| 4. не использовалось | вдовствующая императрица Чэнтянь (承天太后 Chéngtiān Tàihòu) (регент)              | Елюй Пусувань (耶律普速完 Yēlǜ Pǔsùwán)                   | «Си Ляо» + посмертное имя       | 1161\1164—1177\1178 | Чунфу (崇福 Chóngfú) 1164—1178                                          |
| 5. не бралось | Мучжу (末主 Mòzhǔ «Последний государь») или Моди (末帝 Mòdì «Последний император») | Елюй Чжулху (耶律直魯古 Yēlǜ Zhílǔgǔ)                     | использовалось имя при рождении | 1177\1178—1211      | Тяньси (天禧 Tiānxī) 1178—1218                                          |
| 6. не бралось | не бралось                                                                         | Кучлук (Кучулюй) (屈出律 Qūchūlǜ)                         | использовалось имя при рождении | 1211—1218           | нет                                                                     |
| 1 «Даши» может быть производным от китайского титула «Тайши»; или тюркское «камень» переданное китайскими писцами. 2 Новые находки монет Си Ляо с надписью «Сюйсин», могут ознаачать, что эта эра была ранее неправильно передана в китайских источниках, как «Шаосин». |                                                                                    |                                                           |                                 |                     |                                                                         |

## В кинематографе
- Закат эпохи Западного Ляо фигурирует в китайском 30-серийном сериале «Чингисхан» (серии 21-24).